# 福爾斯鎮區 (堪薩斯州索姆奈縣)
福爾斯鎮區（英語：Falls Township）為美國堪薩斯州索姆奈縣轄下的鎮區。2010年美国人口普查中此鎮區人口有135人。

## 地理
福爾斯鎮區涵蓋總面積為138.7平方（53.54平方英里），其中陸地面積為138.7平方（53.54平方英里），水域面積為0平方（0.00平方英里）或0.00%。

## 人口統計
根據2010年美國人口普查，福爾斯鎮區人口有135人，其中男性有71人，女性有64人，人口密度為每平方公里0.97人，住房計128戶。鎮區內的白人有134人，非裔美國人有1人，美洲原住民有0人，亞裔美國人有0人，太平洋島裔美國人有0人，其他種族有0人，混血種族則有0人。此外鎮區內有2人為西班牙裔或拉丁裔美國人。此鎮區之年齡中位數為47.8歲，而男性年齡中位數為50.5歲，女性年齡中位數為47.0歲。

## 交通

### 主要公路
- 81號美國國道